# Alexis Hély d’Oissel
Alexis Roger Hély d’Oissel (* 12. Juni 1859 in Paris; † 27. Oktober 1937 ebd.) war ein französischer Divisionsgeneral, der im Ersten Weltkrieg als Generalstabsoffizier, Divisions- und Korpskommandeur Bekanntheit erlangte.

## Leben
Alexis Hély d’Oissel wurde 1859 als Sohn von Arthur Hély d’Oissel (1816–1864) und Adèle Zoé Bérard (1825–1882) geboren, er war ein Enkel von Baron Frédéric Hély d’Oissel, dem ehemaligen stellvertretenden Präfekten an der unteren Seine.
Nach dem Abschluss an der École Spéciale Militaire de Saint-Cyr im Jahr 1880 und des École de Cavalerie in Saumur (1882), diente er in der Kavallerie und trat dann der École Supérieure de Guerre bei, von wo er 1890 als Major hervorging. Als Oberst kommandierte Hély Oissel 1912 das 19. Chasseur-Regiment in Abbeville. Am 25. September 1912 wurde er zum Brigadegeneral und zum Führer des 8. Kavallerie-Brigade ernannt.
Zu Kriegsbeginn wurde er im August 1914 zum Generalstabschef der 5. Armee (General Charles Lanrezac) ernannt. Er spielte eine entscheidende Rolle bei den Rückzugsbewegungen des linken Flügels der französischen Kräfte im Mittelabschnitt. In der Schlacht von Guise (29. August) verzögerten seine Truppen den Vormarsch der deutschen 2. Armee und nahmen ab 6. September in der Schlacht an der Marne unter den neuen Armeeführer General Franchet d’Espèrey mit dem britischen Expeditionskorps an der Gegenoffensive in Richtung auf Château-Thierry teil. Seine Ernennung zum Divisionsgeneral erfolgte am 29. September 1914. Er übernahm dann bei den Kämpfen an der Yser-Front und bei der Sicherung von Nieuwpoort das Kommando der 7. Kavallerie-Division und der 38. Infanterie-Division (Erste Flandernschlacht). Am 20. Mai 1915 übernahm er an der belgischen Front das Kommando über das 36. Armeekorps und hatte gleichzeitig den Oberbefehl des befestigten Raumes Dünkirchen. Im August 1916 übernahm er das Kommando über das 8. Armeekorps, mit dem er an der Meuse und an der Somme eingesetzt war. In den Jahren 1917/18 kämpften seine Truppen in den Schlachten am Chemin des Dames, in den Argonnen und zuletzt bei Apremont, am Südrand der Ardennen. Obwohl am 2. März 1918 während der deutschen Frühjahrsoffensive verwundet wurde, nahm er ab 16. Juli an der französischen Gegenoffensive in der Champagne teil. Er beendete den Krieg im südlichen Belgien, wo er sich zum Zeitpunkt des Waffenstillstandes am 11. November befand. Am 27. November 1919 wurde er aus gesundheitlichen Gründen verabschiedet und in Reserve gestellt.
1903 wurde er zum Ritter der Ehrenlegion 1913 zum Offizier, 1915 zum Kommandeur (1915) und schließlich 1920 zum Großoffizier (1920) der Ehrenlegion ernannt. Er war u. a. Inhaber des Croix de guerre, vieler ausländischer Orden sowie der Victory Medal. Im Ruhestand zeichnete er sich als Liebhaber der Kunst und der Jagd aus, wie sein Vater hing Roger sehr an Château du Quesnay in Saint-Saëns, das er häufig bewohnte und dort seinen Ruhestand verbrachte. Er starb im Oktober 1937 in seinem Pariser Stadthaus in der Rue de l’Université 167 im 7. Arrondissement.
Alexis Hély d’Oissel war seit am 29. April 1884 mit Charlotte de Mandell, einer Enkelin von Charles Armand Septime de Faÿ de La Tour-Maubourg verheiratet. Das Paar hatte zwei Töchter:
- Marie Hély d’Oissel (1886–1950), verheiratet mit André de Laboulaye
- Suzanne Hély d’Oissel (1888–1971), verheiratet mit Luiz Bemberg